# ویولن پدرم
ویولن پدرم (ترکی استانبولی: Babamın Kemanı) یک فیلم ترکی محصول سال ۲۰۲۲ به کارگردانی آنداچ هازندار اوغلو و با بازی گولیزار نساء آوری، انگین آلتان دوزیاتان وبلچیم بیلگین است. این فیلم در ۲۱ ژانویه ۲۰۲۲ در نتفلیکس منتشر شد.

## بازیگرها
- گولیزار نساء آوری
- انگین آلتان دوزیاتان
- بلچیم بیلگین
- سلیم اردوغان
- آیفر دونمز
- ییگیت چاکیر
- ینر سزگین
- اردم باش